# Західна провінція (Папуа Нова Гвінея)
7°20′ пд. ш. 142°0′ сх. д. / 7.333° пд. ш. 142.000° сх. д.
За́хідна прові́нція (англ. Western Province, ток-пісін Westen Provins) — провінція Папуа Нової Гвінеї. Адміністративний центр, місто Дару (20 053 особи — дані за 2013 рік), розташоване на півдні провінції, на острові Дару. Також відносно великим містом є — Табубіл (13 800 осіб — дані за 2005 рік).

## Географія та економіка
Провінція розташована у південно-західній частині країни, на півдні й південному сході омивається водами протоки Торреса і затоки Папуа, на сході межує із провінцією Галф, на північному сході — з провінцією Південний Гайлендс, на півночі — Сандаун. На заході межує із провінцією Папуа, Індонезії, ситуація на кордоні з якою часом буває напруженою. Площа провінції становить 98 189 км² (1-ше місце).
Найбільші річки провінції: Флай, її ліва притока Стрікленд і права — Ок-Теді, в їх долинах переважають луки, які часто затоплюються повенями. В цих долинах, в південно-західній частині провінції, є водогосподарські угіддя міжнародного значення — Область управління дикої природи «Тонга» — найбільша заповідна територія, що охороняється в Папуа Нова Гвінея. Більшу частину провінції займають низовини, болота і тропічні ліси. На півночі пронизане вапняковими печерами плато, на північному заході гірський хребет Гінденбург, на півночі — хребти Блюхер та Мюллер. Область залишається економічно відсталою, хоча тут виявлено великі поклади міді та золота. Мережа автомобільних доріг розвинута дуже слабко. Для перевезення пасажирів і вантажу використовується, в основному, водний і повітряний транспорт.
Озеро Мюррей є найбільшим озером західної провінції й Папуа Нової Гвінеї. В ньому мешкає багато крокодилів. Крокодиляча шкіра була одним із самих цінних основних торгових товарів на ринках адміністративного центру провінції Дару, що вело до поступового винищення цього хижака. Але починаючи із 1944 року країни почали видавати закони, які забороняли полювання на крокодилів. Відтоді Дару це невеличке портове місто, де основним видом промислової діяльності є виловлювання і переробка риби.

## Населення
Провінція малозаселена, має найнижчу густоту населення серед провінцій країни. На високогірному плато живуть племена Туґері, яких раніше називали «Мисливцями за головами». На морському узбережжі проживають племена Ківаї і Ґоґодала. Крім міст Табубіл і Дару тут є інші відносно великі поселення: Кіунга, Нінґерум, Олсобіп і Балімо.
За результатами перепису населення у 2000 році чисельність жителів становила 153 304 осіб, що відповідало 18-му місцю серед провінцій країни. За переписом 2011 року населення провінції становило 201 351 особи, що відповідало 18-му місцю серед всіх провінцій країни.
| 1980   | 1990     | 2000     | 2011     |
| ------ | -------- | -------- | -------- |
| 78 575 | ▲110 420 | ▲153 304 | ▲201 351 |

## Адміністративний поділ

Мапа районів Західної провінції

Територія провінції поділяється на три райони. Кожен район утворюють кілька одиниць місцевого самоврядування (англ. Local Level Government, LLG). Для зручності проведення перепису, використовується поділ на відділення у межах тих самих одиниць місцевого самоврядування.
| Район          | Адміністративний центр | Назва LLG                |
| -------------- | ---------------------- | ------------------------ |
| Північний Флай | Кіунга                 | Кіунга (сільська)        |
| Північний Флай | Кіунга                 | Кіунга (міська)          |
| Північний Флай | Кіунга                 | Нінґерум (сільська)      |
| Північний Флай | Кіунга                 | Олсобіп (сільська)       |
| Північний Флай | Кіунга                 | Стар-Маунтінс (сільська) |
| Середній Флай  | Балімо                 | Балімо (міська)          |
| Середній Флай  | Балімо                 | Баму (сільська)          |
| Середній Флай  | Балімо                 | Ґоґодала (сільська)      |
| Середній Флай  | Балімо                 | Лейк-Мюррей (сільська)   |
| Середній Флай  | Балімо                 | Номад (сільська)         |
| Південний Флай | Дару                   | Дару (міська)            |
| Південний Флай | Дару                   | Ківаї (сільська)         |
| Південний Флай | Дару                   | Моргед (сільська)        |
| Південний Флай | Дару                   | Оріомо-Бітурі (сільська) |